# Елен Крістіна Сантос Лус
Елен Лус (порт. Helen Luz, 23 листопада 1972) — бразильська баскетболістка.
Бронзова призерка Олімпійських Ігор 2000 року, учасниця 1992, 2004 років.
Чемпіонка світу 1994 року.